# Жан-Жак Гольдман
Жан-Жак Гольдман фр. Jean-Jacques Goldman;, (* 11 жовтня 1951, Париж) — популярний французький шансоньє, поет, композитор, актор.

## Життєпис
Буремні роки середини ХХ-го століття стали відправною точкою для родини Гольдманів, а, в наступному, і для самого Жана-Жака. Який переніс чимало тих подій та подальших історичних віх Франції через своє серце і відображав у своїй творчості. Відтак і подальша його біографія перегукується і з його творчими злетами й звершеннями французької спільноти.

### Гольдмани
Жан-Жак Гольдман позиціонує себе французом єврейського походження. Коріння його роду походять зі сходу Польщі, але перепетії 2-ї світової війни закинули їх до Франції, де вони осіли. Молодше покоління Гольдманів, уже в мирний та сталий час ХХ-го століття, розсіялося по Європі.

#### Родина (рід) Гольдманів
Як батьківська так і материнська гілки Жана-Жака Гольдмана мають відношення до єврейського етносу, що осів на теренах Європи. Батьківські коріння це польський Люблін та Галичина, рід матері із земель німецьких.
Батько Жана-Жака Ольтер Мойша Гольдман (Alter Mojze Goldman) народився в Любліні, в незаможній єврейській родині і уже на 6-у місяці осиротів. Тож довелося йому з юначих літ працювати, здебільшого різноробом в майстернях одноплемінників. Набувши початкової освіти, він перейнявся ідеями соціалізму (які тоді поширилися серед єврейської молоді), відтак Мойша вступив до лав «Бунда» (союз єврейських працівників Польщі, Литви, Росії), який поєднував ідеологію сіонізму та комунізму в одне ціле. З кожним роком його однопартійці дрейфували в сторону, чимраз більшого, радикалізму, за що влада Польщі почала їх переслідувати, тому Гольдману довелося тікати з країни в 1924 році. П'ятнадцятилітній юнак впродовж іще 15 років тинявся по всій Європі (Німеччина, Британія, Іспанія, Каталонія, Франція), допоки його не застала Друга світова війна. За ці роки він перетворився в полум'яного револоюціонера-марксиста і навіть дружина (Джанін Сохачевська — також з роду польських євреїв) та маленький син П'єр (який, пізніше, піде по стопам батька і стане відомим радикалом-революціонером) не спинили Мойшу Гольдмана — активного учасника Французького Спротиву в 40-х роках. По закінченні війни дружина спонукала Мойшу повернутися до Польщі, але він не піддався на її вмовляння і вона поїхала сама, залишивши сина на нього (подальші її сліди втрачені). А Ольтер Мойша продовжував захоплюватися максизмом та діяннями Сталіна, навіть будучи в опозиції до своїх однопартійців. Розвінчання культу Сталіна та інших соціалістичних ідей стало призвідцем до політичної апатії Гольдмана, до того ж нова сім'я (він вдруге побрався) спонукала його до приземлених цілей.
Руфь Амбрунн (Ruth Ambrunn), ставши в 1949 році другою дружиною Мойши Гольдмана, була також етнічною єврейкою, переселенкою з Німеччини. Будучи на 13 років молодшою, їй таки вдалося усмирити емоційний характер чоловіка. Додатковим важелем, очевидно, стали їхні троє діток, що народилися впродовж 3 років: 1950 народилася Евелін, в 1951 Жан-Жак і в 1953 молодший син Роберт. Тож, спершу поселившись в 19-му окрузі Парижа на проспекті Гамбетта, родина Гольдманів завела свою справу — відкрили невеличкий магазин спортивного одягу та інвентаря (близький для Мойші, адже він був ще й знаним спортсменом і виступав за різні збірні команди єврейських общин, там де він мешкав). А в 1954 році родина переселилася до власного будинку в паризькому передмісті Монруж і Гольдмани остаточно розривають свої стосунки з комуністичним рухом.
Впродовж кількох десятиліть Гольдмани чимало зусиль приклали в розвиток своєї справи та освіти своїх чотирьох дітей. Лише трагедія їх старшого сина (від першої жінки) знову нагадала французькому суспільству про бунтарство Гольдманів. Події тих років суттєво підкосили здоров'я батьків та відобразилися у поглядах і творчості молодших членів родини (здебільшого в текстах пісень та публіцистичних їх виступах). Після трагічної загибелі (вбивства) П'єра, з батьками залишилася старша дочка Евелін, лікар за фахом, вона підтримувала їх. А Жан-Жак, середущий брат, випустив кілька полум'яних пісень, які стали, невдовзі хітами. Молодший брат, Роберт, також подався в пісняри, взявши собі псевдонім J.Kapler теж писав пісні, а згодом став молодшим партнером свого, більш знаного, брата у їх власній студії та творчій компанії.

#### Дитинство та навчання Жана-Жака
Жан-Жак Гольдман друга дитина дрібних буржуа передмістя Парижа, він пройшов усі щабелі своєї суспільної верстви. Хіба що батькові соціалістично-маркситські захоплення частково впливали на світогляд сина. Родина Гольдманів вела доволі аскетичний спосіб життя, вони не купалися в розкошах і за ними не вганялися, пріоритетом для них стали сімейні стосунки та навчання дітей.
Окрім класичного шкільного навчання, Жан-Жак з 8 до 16 років відвідував зібрання організації «Vaillantes» (потім ставши найвідомішим її представником), ця скаутська організація створена за опіки французьких комуністів, була щось на кшталт організації піонерів (що були в СРСР). Лісові походи, табори, мандрівки та пісні поруч з вогнем чи на березі річки захоплювали романтичного юнака. А, зважаючи на його додаткове захоплення музикою, згодом призвело до нових вражень і наслідків від тих зборів — саме там Жан-Жак отримував перші схвальні відгуки та прихильників свого музичного талану.
Щодо музичної освіти, то Жан-Жак спершу брав уроки гри на фортепіано та скрипці. Впродовж 10 років (з 1958 по 1968 роки) він вивчав музику, то поміж тих інструментів він ще самотужки вивчився грати на гітарі. Схильність до музики у Жана-Жака спостерігали не тільки батьки, коли він виступав у церковнім хорі, місцевий настоятель навчив його грати ще й на органі. А ще були освоєні синтезатор, флейта, та інші гітарні модифікації.
Після закінчення в 1966 році місцевого, в Монружі, коледжу батьки спрямовують Жана-Жака до Парижу, навчатися в ліцеї Франсуа-Вілльйон (Lycée François-Villon). Отримавши ступін бакалавра, він в 1969 році вирішив продовжити навчання. В 1970 році Гольдмана було зараховано до «EDHEC Business School» (Школа Вищих Комерційних Наук), саме до лільського філіалу цієї знаної вищої бізнес-школи, а в 1973 році він її успішно закінчив. Крім того він ще останні роки паралельно навчався соціології в тому ж закладі. В ці роки Жан-Жак ще більше загорівся музикою — подалі від батьків та Парижу він увесь вільний час музикував та експериментував (на одних із канікул вони з другом подалися в музичне турне Північною Америкою, заради знайомства з її музичною культурою).
Здобуття вищої комерційної освіти надихало батьків юнака, залишалося лише дочекатися його із армії, адже вони сподівалися що саме їх син привнесе нові бізнес-віяння у їх родинний бізнес (магазин спортивного спорядження та товарів). Відслуживши строкову службу (в 1974-75 роках) в авіації він повернувся до Парижа, але музика й далі його полонила. Тільки но він розпочав свої перші самостійні кроки в бізнесі (помагаючи батькові в сімейному магазині) його охопило нове захоплення... цього разу була не музика, а Картін.

#### Сімейний стан
За свого життя Жан-Жак Гольдман створив дві сім'ї, наразі на його поруках перебуває 6 дітей, якими він опікується.
Першою дружиною Жана-Жака стала Катарина Морлі, дівчина з якою вони дружили ще з дитячих літ. Їх стосунки розвивалися у звичний для того часу студентський спосіб: вона навчалася в одному коледжі, а він в другому. Вже по закінчення навчання та на початку трудової діяльності (у батьківському магазині спорттоварів), Жан-Жак віддалився від Катарини, особливо через додаткове навантаження — захоплення музикою (мрії створити свою музичну формацію та долучення до англомовного експерименту з Taï Phong). Але статус бойфренда та друга не влаштовував Жана-Жака і той подався за своєю Катариною (яка навчалася психології), через всю Францію до Іспанії (коли вона там перебувала на вакаціях), їх стосунки відродилися з новою силою і, як наслідок, 7 липня 1975 року вони побралися.
Уже в грудні 1975 року народився їх первісток — дочка Кароліна (якій він, пізніше, присвятив кілька пісень). Як її мати, Каролін Гольдман стала практикуючим психологом, а пізніше ще й запустила аудіовізуальний проект «Papyrus et Mamilaine». Другою дитиною був хлопчик Міхаель, який народився в 1979 році, і саме він намагався піти за стопами батька: писав пісні, продюсував, співав. Міхаель Гольдман став власником кількох музичних лейблів, розкрив кілька молодих французьких музичних талантів та захопився ІТ-бізнесом. Третьою, останньою, дитиною Каролін та Жана-Жака є Ніна, народжена в 1985 році вона захопилася медициною, а саме є фаховим педіатром. Сімейна ідилія Гольдманів тривала більше 20 років, і для багатьох пересічних французів неочікуваною звісткою в 1997 році стала інформація про їх розрив (після 22 років спільного сімейного життя їм довелося все розпочинати заново).
Лише через 4 роки Жан-Жак завів нові стосунки та створив нову сім'ю, цього разу його обраницею стала франко-в'єтнамка Наталі ТайГуонг-Лаґер (Nathalie Thu Huong-Lagier). Вона була на 28 років молодша за Жана-Жака, одноліток його сина (тобто 1979 року народження), але захопила собою знаного пісняра. Знаково, що ще у віці 15 років вона писала фанатські листівки своєму кумирові і навіть потрапила, разом з мамою на його автограф-сесію (в 1985 році). Жан-Жак, який до того мало кому відписував і не завжди вігукувався на запити прихильників, таки захопився цією розумною, не по рокам, дівчиною. Спершу це було листування потім тривалі телефонні розмови, коли ж Наталі поступила навчатися до університету в Марселі, вони почали зустрічатися. Шанувальники неодноразово спостерігали в театрах Марселя та клубах молодого математика та зрілого співака-композитора.
13 жовтня 2001 року Францію облетіла звістка про одруження 22-річної Наталі Лаґер та 50-літнього Жана-Жака Гольдмана. Подружжя оселилося в Марселі в апартаментах План-де-Кукес (Plan-de-Cuques). Напередодні народження їх первістка сім'я переселилася до свого заміського будиночка-вілли Рокас-Бланк (Roucas-Blanc) тут вони виховують свої трьох діток: Майю (2004), Кімі (2005) і Розу (2007).

## Творчі набутки

### Музичні
Музичні набутки Жана-Жака Гольдмана становлять левову частку його творчості (творчої натури). До них належать і його музичні композиції, і пісенні, й шансон. Свою музику він творив у колективах, виступав сольно, а ще писав у співавторстві.

#### Альбоми
Перший музичний альбом Жана-Жака побачив світ у 1975 році (коли йому ще не було 24 роки) і з тих пір ним було видано більше 40 музичних альбомів. Перші альбоми були складені за часи його виступів у гуртах, а з 1981 року він вже розпочав власні сольні виступи, з тих пір уже виходили авторські альбоми.
Альбоми авторські:
| - 1981 — «Jean-Jacques Goldman» (Démodé); - 1982 — «Jean-Jacques Goldman» (Minoritaire); - 1984 — «Positif»; - 1985 — «Non homologué»; - 1987 — «Entre gris clair et gris foncé»; - 1997 — «En Passant»; - 2001 — «Chansons pour les pieds». | - 1986 — «En public»; - 1989 — «Traces»; - 1999 — «Tournée 98 En passant»; - 2003 — «Un tour ensemble». | - 1991 — L'Intégrale 81/91«»; - 1996 — «Singulier 81/89»; - 2000 — «L'Intégrale 90/00»; - 2008 — «La collection 81-89»«»; - 2012 — «La Collection 1990–2001». |  |

#### Найвідоміші композиції
- Il suffira (альбом «Jean-Jacques Goldman») - 1981
- Quelque chose de bizarre (альбом «Jean-Jacques Goldman») - 1982
- Quand la musique est bonne (альбом «Minoritaire») - 1982
- Comme toi (альбом «Minoritaire») - 1983
- Au bout de mes rêves (альбом «Minoritaire») - 1983

### Фільмографія
Фільмографія Жана-Жака — це його участь у озвученні фільмів, написання музичних композицій чи саунд-треків та власні відео-роботи (музичні кліпи та підбірки з концертів)

#### В кінематографі
Зазвичай Жана-Жака запрошували режисери та сценаристи для написання музичних саунд-треків у своїх фільмах, деякі з цих композицій стали відомими і знаковими для французької музичної індустрії.
- 1989 — «L'union sacrée»;
- 1990 — «Pacific Palisades»;
- 1997 — «Le cousin» (Aïcha);
- 1999 — «Astérix & Obélix contre César»;
- 1999 — «Mon père, ma mère, mes frères et mes sœurs» (Elle a fait un bébé toute seule);
- 2000 — «La ville est tranquille» (Pas toi);
- 2002 — «Les femmes... ou les enfants d'abord...» (L'Envie);
- 2002 — «La Mentale» (Je te promets).

#### Відеороботи
Більшість відеонапрацювань Гольдмана складаються у відео-збірки, які готували його продюсери та він сам. Ці збірки виходили не послідовно, а стосувалися, як правило, опісля якихось знакових концертів чи турів.
- «Carnet de route 1981 à 1986» (1987);
- «Vidéoclips 1981/1989» (1989);
- «Traces» (1989);
- «Au New Morning» (1995);
- «Tours et détours» (1995);
- «En passant tournée 98» (1999);
- «Souvenirs de tournées» (2000);
- «Du New Morning au Zénith» (2000);
- «Intégrale des clips 1981/2000» (2000);
- «Chronique d'un album» (2001);
- «Un tour ensemble» (2003);
- «Comment tournent les violons» (2004).